# José Yxart

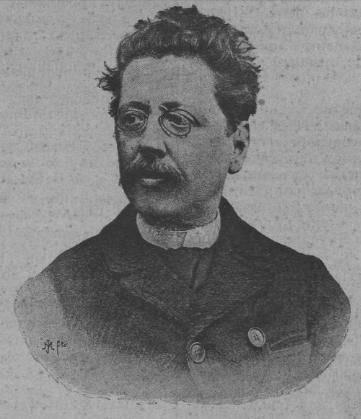
José Yxart y Moragas.

José Yxart y Moragas (katalanska Josep Yxart i de Moragas), född den 10 september 1852 i Tarragona, död där den 25 maj 1895, var en katalansk författare. 
Yxart avlade juridisk examen vid universitetet i Barcelona och verkade en tid som advokat i sin födelsestad, men övergick snart till litterär verksamhet främst
som kritiker. Frukten av denna verksamhet var Lo teatro catalá. Ensay crítich y bibliografien (1879), varpå följde Fortuny (1881, en biografisk och kritisk studie över denne berömde målare). En viktig källa för de litterära rörelserna i Barcelona under 1800-talet är Yxarts El año pasado (5 band, 1885–1890). Han översatte dramer av Schiller och var redaktör av La biblioteca clasica, där han skrev många artiklar, och publicerade El arte escenico en España (band I; fortsättningen avbröts genom hans död). Yxnat förvärvade sig stort anseende och utövade stort inflytande på sina samtida, bland andra Ángel Guimerá och Narcís Oller. 